# Gummies Bush
Gummies Bush  est une localité agricole située tout au sud de l’Île du Sud de la Nouvelle-Zélande.

## Situation
Elle est localisée à 10 km sur la berge ouest du fleuve Aparima.
, à 9 km au nord de la ville de Riverton et à 18 km au sud à partir de la ville d’Otautau

## Toponymie
Elle est dite avoir été nommée d’après un chasseur de baleines et plus tard, un éleveur de porcs nommé 'James Leader', surnommé ‘Gummie’ parce qu’il n’avait pas de dents et avait installé un camp dans le bush à cet endroit-là. 
Pour les Maori, le secteur était nommé ' Opuaki'.  
Apparemment désigné selon une personne nommée: ‘Puaki', est un mot qui signifie ‘venir en force dans une position’ ou ‘venir en force dans le langage’ – ce qui est être absolu .